# Lepinaria
Lepinaria is een geslacht van kevers uit de familie bladkevers (Chrysomelidae).
De wetenschappelijke naam van het geslacht werd in 1998 gepubliceerd door Medvedev.

## Soorten
- Lepinaria merkli Medvedev, 1998